# Coca de San Juan

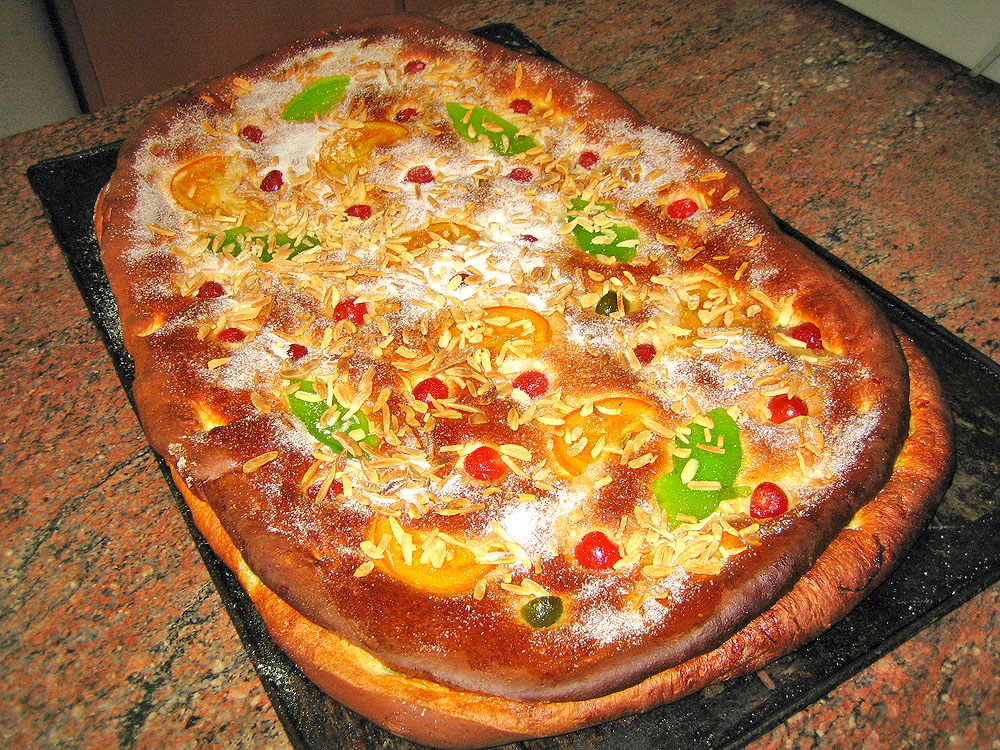
Coca de San Juan.

La coca de San Juan es una de las cocas más populares y festivas de la región española de Cataluña. Se come para celebrar la Noche de San Juan, del 23 al 24 de junio, fiesta nocturna conocida como la verbena de San Juan (revetlla de Sant Joan).

## Elaboración
Se elabora haciendo un montón con la harina en cuyo centro se añaden el azúcar, los huevos, la sal, la levadura, la ralladura de cáscara de limón y la manteca de cerdo. Se mezcla bien con los dedos, añadiendo despacio leche o agua, y se amasa hasta obtener una masa homogénea que no se pegue a las manos. Se deja reposar y se estira con el rodillo hasta obtener una torta de forma ovalada o rectangular. Se extiende sobre una lata engrasada hasta dejarla con un grosor de 1 cm aproximadamente. 
Se cubre con trozos de fruta confitada y se deja fermentar a temperatura tibia durante una media hora. Se espolvorea con azúcar y se cuece al horno hasta que esponja y se dore la superficie.

## Variantes

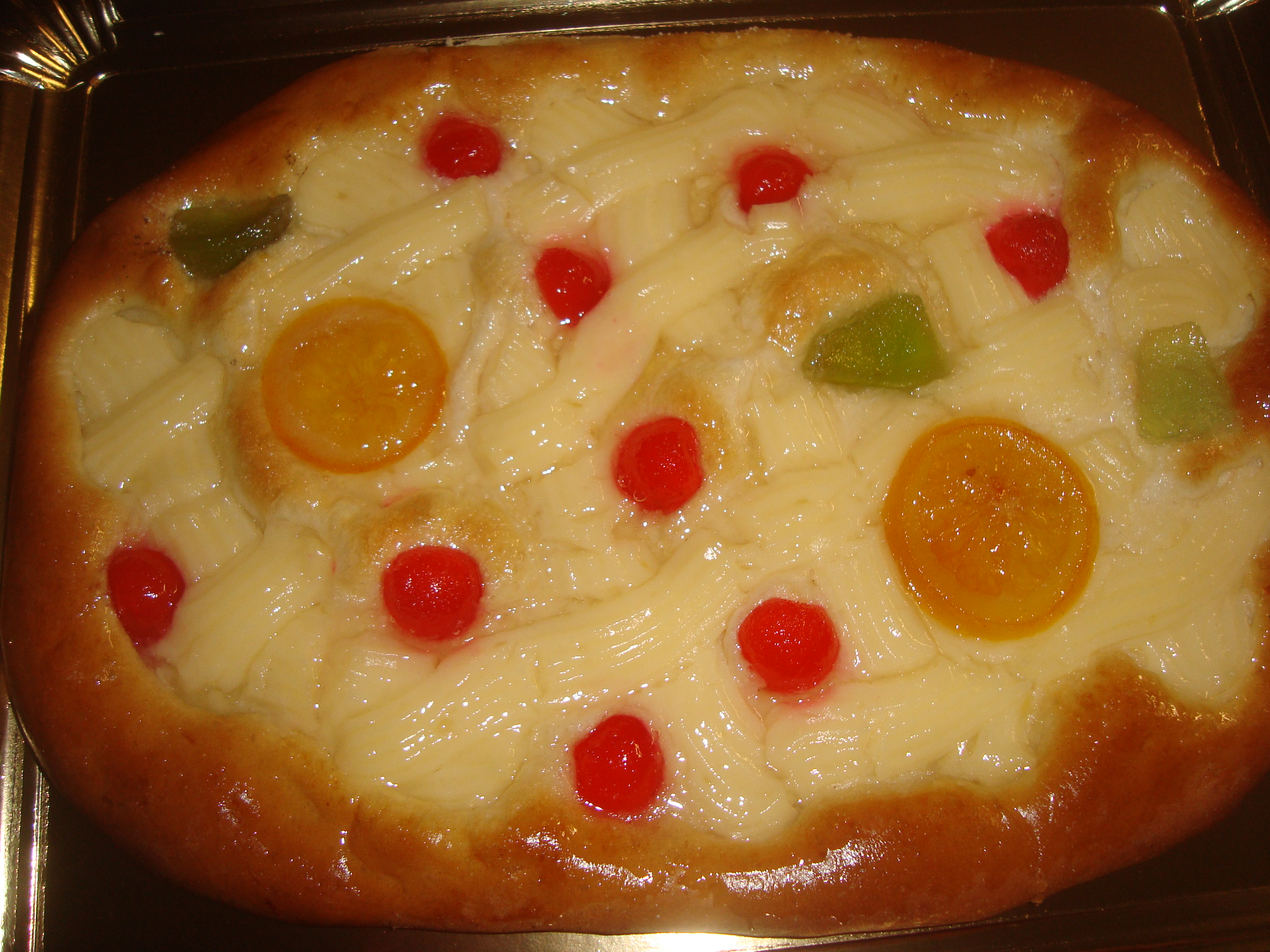
Coca de San Juan, Gremio de Panaderos de Castellón.

Hay una gran variedad de cocas de San Juan. Algunas, por ejemplo, antes de la fruta traen una capa fina de mazapán rebajado con algo de clara de huevo. Otras incluyen una capa de crema pastelera o crema catalana. También pueden incluir piñones, almendras, yogur, etcétera.

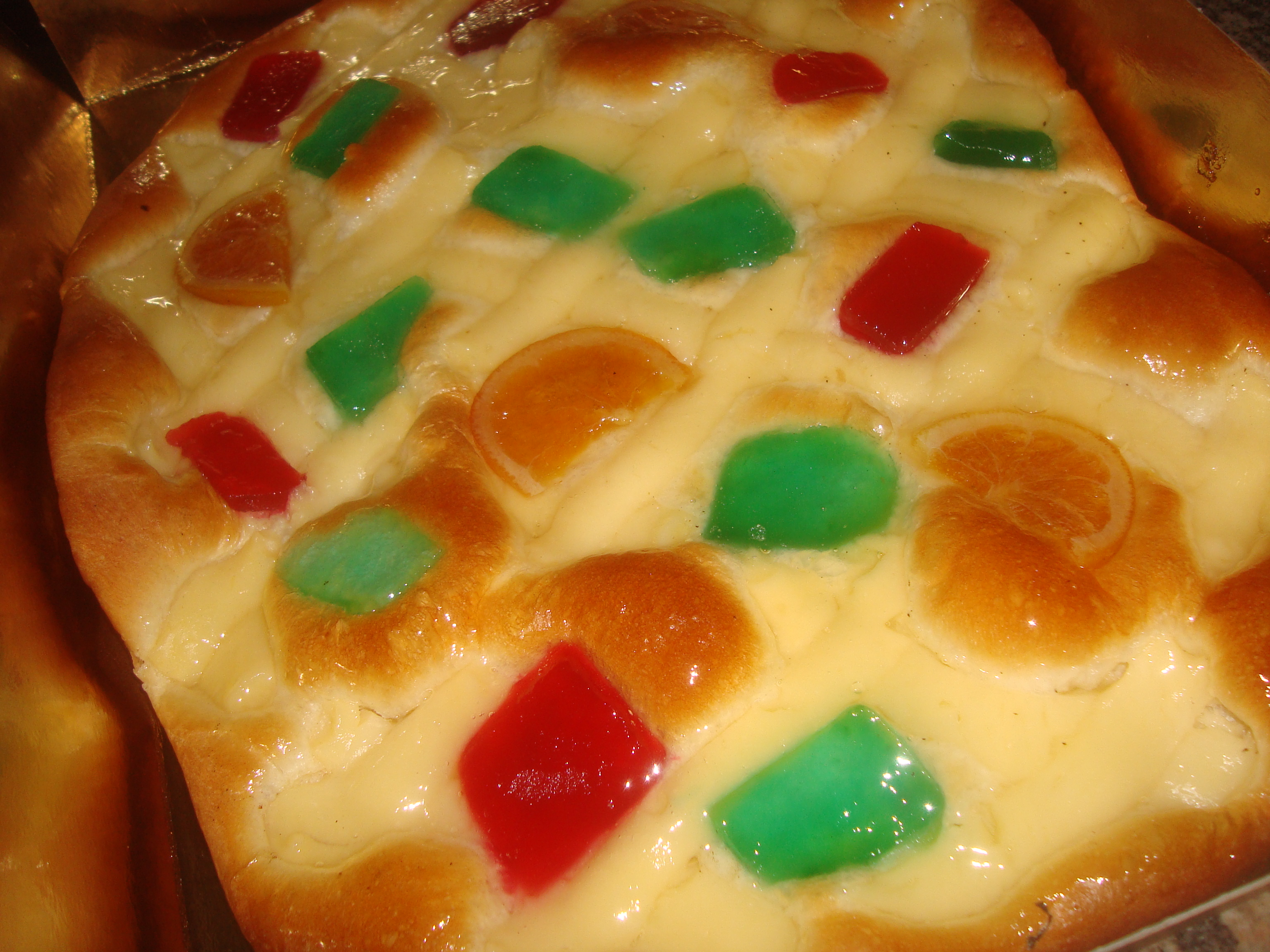
Coca de San Juan (Castellón).

En la provincia de Alicante, y particularmente en el municipio de San Juan de Alicante, hay una coca del mismo nombre, pero es una clase de coca de verduras con atún.
En Menorca se llama a veces con este nombre a la coca bamba, que es la que se come durante las fiestas de San Juan.